# Abessinierkatze
Die Abessinierkatze (oft verwendete Namenskurzform: „Abessinier“) ist eine der ältesten gezüchteten Katzenrassen der Welt. Obwohl ihr Name auf Äthiopien, das frühere Kaiserreich Abessinien, in Ostafrika als Herkunftsland schließen lässt, liegen ihre Ursprünge in Südostasien.
Als Zuchtrasse gibt es die Abessinierkatze seit dem Ende des 19. Jahrhunderts. Hauptzuchtgebiete sind heute die Vereinigten Staaten, Kanada, Australien, Japan und Europa. Abessinierkatzen sind Kurzhaarkatzen in verschiedenen Fellfarben. Typisches Rassemerkmal ist eine zwei-, manchmal auch dreifache Bänderung der Haare. Diese Bänderung wird als Ticking bezeichnet, die daraus entstehende Fellzeichnung als Agouti-Effekt. Diese ist vergleichbar der Fellzeichnung von wilden Hasen und Kaninchen und brachte der Abessinierkatze anfangs den Spitznamen „bunny cat“ (englisch: Hasenkatze) ein.
Im Rahmen der Züchtung von Abessinierkatzen entstanden um die Mitte des 20. Jahrhunderts auch halblanghaarige Abessinierkatzen. Diese werden als Somali-Katzen bezeichnet und bilden mittlerweile einen eigenen Rassekatzenstandard.

## Herkunft
Die Abessinierkatze stammt nicht, wie ihr Name vermuten lässt, aus Abessinien, dem heutigen Äthiopien. Auch die Behauptung, dass Abessinierkatzen als Nachfahren der im Alten Ägypten lebenden und dort als göttlich verehrten Katzen gelten, ist dem Bereich der Legende zuzuweisen.
Die Vorfahren der heutigen Abessinierkatze stammen mit an Sicherheit grenzender Wahrscheinlichkeit ursprünglich aus den Dschungeln Südostasiens. Denn die lange nur bei dieser Katzenrasse auftretende Mutation des Tabby-Gens „Abessinier-Tabby“ (TA) findet sich bei Katzen an der Küste des Indischen Ozeans zwischen Singapur und Sri Lanka, während es in Ägypten und Ostafrika nicht nachweisbar ist. Der Abessinierkatze ähnelnde Wildkatzenarten in Eurasien, Asien und Afrika sind die Falbkatze (Felis silvestris lybica) und die Rohrkatze (Felis chaus).
Die bekannte Vorgeschichte der modernen Abessinierkatzenrasse weist in die gleiche Richtung:
Frühe Illustrationen im englischen Katzenjournal aus dem 19. Jahrhundert, welche der Abessinierkatze ähnlich sehen, wurden dort als „asiatische Katzen“ bezeichnet. Ein ausgestopftes Tier mit Merkmalen des TA-Gens aus den 1830er-Jahren existiert nach wie vor als Ausstellungsstück im zoologischen Museum der niederländischen Stadt Leiden. Die grobgesprenkelte wildfarbene Katze, die einer wildfarbenen modernen Abessinierkatze auch vom Exterieur her sehr ähnlich sieht, wird dort als „Patrie, domestica India“ (Indische Hauskatze) bezeichnet.
Wahrscheinlich kam es in Einzelfällen zu einer Weiterverbreitung des Ursprungstyps von Südostasien in Richtung Vorderasien beziehungsweise Ostafrika; so vor allem durch englische Händler und Kolonialbeamte innerhalb des Britischen Weltreichs.

## Geschichte
Die Historie der modernen Katzenrasse „Abessinier“ in Europa beginnt 1868. In einem britischen Katzenbuch von 1874 wird erstmals eine Abessinierkatze erwähnt. Eine kolorierte Lithografie zeigt eine Katze mit gesprenkeltem Fell namens Zula und erläutert in der dazugehörenden Beschreibung: „Zula, die Katze von Frau Captain Barret-Lennard. Die Katze kommt aus Abessinien in Folge des Krieges.“ Da im Mai 1868 britischen Truppen Abessinien verließen und das Land in den Einflussbereich Italiens geriet, liegt die Vermutung nahe, dass Zula als erste Abessinierkatze im Gefolge der englischen Kolonialarmee nach England kam. Wie diese Katze von Südostasien in das damalige Abessinien gelangte und ob es dort eine zeitweilige Population von Katzen mit abessiniertypischen Merkmalen gab, ist unbekannt.
Über Zulas historisches Schicksal in England sind keine weiteren Einzelheiten bekannt. Der neue und bis dahin unbekannte Katzentyp erregte aber insbesondere durch den Agouti-Effekt des Fells bei englischen Katzenzüchtern sehr viel Aufsehen. Es kam zu Kreuzungen mit britischen Kurzhaarkatzen, teils Hauskatzen, teils Rassekatzen um der Inzucht entgegenzuwirken. Ein Ergebnis der Kreuzungen waren auch die ersten Abessinierkatzen mit Silberfärbung. Bereits 1871 wurde eine „abessinische“ Katze (wahrscheinlich Zula oder direkte Nachkommen von ihr) bei der ersten öffentlichen Katzenausstellung im Crystal Palace in London ausgestellt und errang den 3. Preis in der Gesamtwertung. 1882 wurde die Abessinierkatze als neue Katzenrasse offiziell anerkannt. Der damalige Präsident des englischen nationalen Katzenklubs, Harrison Weir, definierte 1889 höchstpersönlich den Rassestandard für die Abessinierkatzen. Damit gehört sie zusammen mit den Siam- und Perserkatzen zu den ältesten Rassekatzen der Welt. Bereits einige Jahre nach der Definition des Rassestandards waren die ersten Abessinierkatzen in englischen Zuchtbüchern zu finden. Kurz nach Beginn des 20. Jahrhunderts gelangten Abessinierkatzen auch in die USA und wurden dort vermehrt gezüchtet. 1911 erfolgte die Anerkennung der Abessinierzucht in den USA durch die Cat Fanciers’ Association (C. F. A.), der damals wie heute größten in den USA anerkannten Registrierungsstelle für Rassekatzen.
In der ersten Hälfte des 20. Jahrhunderts verbreitete sich die Abessinierkatzenzucht weiter in Europa und den USA. Auf beiden Kontinenten arbeiteten die Züchter in den 1930er-Jahren verstärkt an der Selektion von abessiniertypischen Rassemerkmalen. 1926 gründete Major E. Sydney Woodiwiss, ein bekannter englischer Züchter, den ersten Abyssinian Cat Club. In Deutschland wurden 1933 die ersten Abessinierkatzen beim damals einzigen deutschen Katzenzuchtverein, dem 1. Deutschen Edelkatzenzüchter-Verband (1. DEKZV e. V.), registriert.
Rückschläge in der weiteren Verbreitung und der Zucht der Abessinierkatze gab es durch die beiden Weltkriege. In England, dem damaligen Zentrum der Abessinierkatzenzüchtung in Europa, überlebten lediglich 12 reinrassige Abessinierkatzen und -kater den Zweiten Weltkrieg. Eine Katzen-Leukose-Epidemie in den 1960er-Jahren führte zusätzlich zu den in den beiden Nachkriegszeiten zurückgegangenen Züchter- und Katzenzahlen fast zu einem Aussterben der Abessinierkatzenrasse. Seit den 1970er-Jahren kommt es zu einer langsamen Konsolidierung der Bestandszahlen, die aber bei weitem nicht denen der derzeit populären Katzenrassen wie Maine-Coon, Perser- oder Siamkatzen gleichen.

## Aussehen
Abessinierkatzen werden aufgrund ihres Aussehens oft als „Miniaturform“ eines Pumas bezeichnet oder auch mit Wildkatzen verglichen. Sie gehören in der Gruppe der Katzen mit Fellzeichnung zu den so genannten „Ticked Tabby-Katzen“, bei denen die Zeichnung des Fells fast vollständig durch den Agouti-Effekt verdrängt wurde. Aufgrund der züchterischen Einflussnahme ist das Tabby-Muster nur noch am Kopf in Form der Augenumrandung und einer M-förmigen Fellzeichnung auf der Stirn erkennbar. Im Idealfall sind Abessinierkatzen aber völlig frei von allen bekannten Zeichnungsmustern wie Tigerung, Stromung oder Tupfung.
Die Abessinierkatze ist eine schlanke, muskulöse Kurzhaarkatze von mittlerer Größe. Die Katzen wiegen zwischen 2,5 und 4 kg, Kater zwischen 3,5 und 5,0 kg. Aufgrund ihrer langen Beine zählt sie, wie beispielsweise auch die Orientalisch Kurzhaar- oder Siamkatze zu den hochbeinigen Katzenrassen. Die Beine enden in kleinen ovalen Pfoten mit einfarbigen Fußballen. Der Schwanz ist relativ lang, breit am Ansatz und schmal zulaufend.
Der Kopf hat eine gemäßigte Keilform und sitzt auf einem langen schlanken Hals. Das Profil hat eine sanfte Kontur und die Schnauze ist nicht deutlich zugespitzt. Der mittellange Nasenrücken ist sanft geschwungen, ohne Stop (abrupter Übergang von Schnauzpartie in Stirnpartie) oder „römische Nase“ (nach außen gewölbte Nasenpartie). Die Ohren sind weit auseinanderstehend und weisen manchmal noch Ohrbüschel auf, vergleichbar denen der Luchse. Sie stehen aufrecht, sind im Verhältnis zum Kopf groß und an den Spitzen leicht abgerundet.
Die Augen sind groß, mandelförmig und innen umrandet in der gleichen Grundfarbe des Tickings und anschließend im äußeren Bereich der Augenpartie hell umrandet. Die weit auseinanderstehenden Augen können entweder eine bernsteinfarbene (manchmal auch als „gelb“ bezeichnet), nussbraune oder grüne Färbung aufweisen.
Das kurze Fell liegt dicht an und weist wenig Unterwolle auf. Auf dem Rücken verläuft der so genannte Aalstrich, ein durchgehend dunkler Farbstreifen im Fell, der in der dunklen Schwanzspitze endet. An den Hinterbeinen bis zur Ferse setzt sich eine dunkle Haarpartie in der Färbung der Gesamtfarbe als sogenannte „Sohlenstreifen“ fort.
Das besondere Rassemerkmal der Abessinierkatzen, das „Ticking“ der einzelnen Haare, ist nicht zu übersehen. Jedes Haar ist in der Regel zwei-, manchmal auch drei- oder sogar vierfach gebändert, was in der Fachsprache auch als „getickt“ bezeichnet wird. Welche Farbtöne sich bei der Bänderung abwechseln, hängt von der Farbe der jeweiligen Abessinierkatze ab (siehe Abschnitt „Farben“). Die Haarspitze weist jedoch immer den jeweils dunkelsten Farbschlag auf. Nur die Haare bestimmter Körperbereiche sind getickt: Die des Kopfes, des gesamten Rücken- und Flankenbereiches, des Schwanzes und die an der Außenseite der Beine. Die Haare an der Unterseite des Körpers mit Brust, Bauch und den Innenseiten der Beine sind einheitlich in der Grundfarbe gefärbt.
Bei jungen Abessinierkätzchen tritt das Ticking der Haare erst ab der sechsten Woche in Erscheinung, wenn das wollige Babyfell allmählich vom Jugendfell abgelöst wird. Durch das Ticking erscheint das gesamte Fell der Abessinierkatze einheitlich gemustert und dem eines Wildkaninchens oder -hasen ähnlich. Man spricht hierbei auch von dem Agouti-Effekt, wobei für den Begriff Agouti (alternative Schreibweise: Aguti) die Nagetiergattung Dasyprocta (Aguti) namensgebend war. Das Ticking der Haare wird bei Abessinierkatzen homozygot als dominantes Merkmal vererbt (siehe Genotyp unter dem Abschnitt „Farben“).

## Charakter
Die Abessinierkatze ist eine intelligente und lebhafte Katze. Eine markante Charaktereigenschaft der Abessinierkatze ist ihre Neugier. Ihren menschlichen Bezugspersonen folgt sie oft auf Schritt und Tritt und beobachtet deren Aktivitäten. Generell gelten Abessinierkatzen als menschenbezogen und trotzdem unabhängig, ausgeglichen und gesellig. Als weitere positive Charaktereigenschaften werden ihr noch eine gewisse Unkompliziertheit im allgemeinen Umgang sowie eine hohe Stresstoleranz bescheinigt. Sie hat allerdings, vor allem in jungen Jahren, ein lebhaftes Temperament mit großem Bewegungsdrang, den sie gerne zusammen mit anderen Katzen auslebt. Deshalb empfiehlt sich keine Haltung als Einzelkatze. Sehr gut verträgt sie sich auch mit Haushunden. Ein weiteres rassetypisches Merkmal ist die sehr leise Stimme der Abessinierkatzen und ihr eher geringes akustisches Kommunikationsbedürfnis.
Im Zusammenleben mit anderen Katzen nimmt die Abessinierkatze oft eine dominante Stellung ein. Sie gilt dabei aber als sehr sozial und verträglich. Es sind viele Fälle bekannt, bei denen Abessinierkatzenmütter gemeinsam ihren Nachwuchs aufziehen.

## Rassestandards und Züchtung
1882 wurde die Abessinierkatze in England offiziell als Katzenrasse anerkannt. Bereits 1889 wurden erste verbindliche Zuchtstandards veröffentlicht, 1896 die ersten Abessinierkatzen im Zuchtbuch des British National Cat Club registriert. 1907 gelangte das erste Abessinierkatzenpaar in die USA. Durch dortige systematische Zucht (vor allem ab circa 1930) kam es in Folge zu einer parallelen Entwicklung der Abessinierkatzen in den USA und in Europa, hier vor allem in England. 1911 erfolgte durch die Cat Fanciers Association (C. F. A.) die endgültige Anerkennung der Abessinierkatzen in den USA. 1933 wurden schließlich die ersten Abessinierkatzen offiziell auch in Deutschland registriert.
Heute gibt es bei den großen nationalen und internationalen Dachverbänden der Rassekatzenzuchtverbände leicht unterschiedliche Versionen des Rassestandards. Für Europa ist hier vor allem die F. I. Fe (Fédération Internationale Féline) als größte Dachorganisation zu nennen. In den USA zählen die C. F. A. (Cat Fanciers’ Association) und T. I. C. A. (The International Cat Association) zu den größeren Dachverbänden.
| Rassestandard Abessinierkatzen am Beispiel der Fédération Internationale Féline (Category III – shorthair & somali) | Rassestandard Abessinierkatzen am Beispiel der Fédération Internationale Féline (Category III – shorthair & somali) | Rassestandard Abessinierkatzen am Beispiel der Fédération Internationale Féline (Category III – shorthair & somali)                                     |
| Körperteil | Merkmal | Beschreibung |
| --- | --- | --- |
| Kopf | Form | Keilförmig mit ausgewogenen Proportionen, oben weit, mit sanft und anmutig geformten Konturen                                                           |
| Kopf | Nase | Nase von mittlerer Länge, im Profil ist der Nasenrücken sanft geschwungen ohne Stop oder geradem Nasenrücken                                            |
| Kopf | Kinn | Fest und gut entwickelt, rundlich |
| Kopf | Schnauze | Nicht deutlich zugespitzt. Eine flache Einbuchtung, welche die Schnauze formt, ist erwünscht. Ein Pinch zählt als Fehler.                               |
| Ohren | Form | Relativ groß und breit am Ansatz, an den Spitzen leicht abgerundet. Eine Zeichnung („Wildmarke“) ist ebenso erwünscht wie Haarbüschel an den Ohrspitzen |
| Ohren | Lage | Deutlich auseinanderstehend, aufmerksam aufgerichtet |
| Augen | Form | Groß, mandelförmig und deutlich auseinanderstehend |
| Augen | Farbe | Glänzend und ausdrucksvoll, bernsteinfarben, grün oder gelb, von reiner, kräftiger Farbe. Umrandet mit der gleichen Grundfarbe des Tickings.            |
| Hals | Form | Anmutig |
| Schwanz | Form | Ziemlich lang und spitz auslaufend, breit am Ansatz |
| Körper | Körperbau | Von mittlerer Länge und Kompaktheit, kräftig, geschmeidig und muskulös. Insgesamt athletischer Körperbau.                                               |
| Fell | Struktur | Kurz, fein, weich und geschlossen, eng anliegend. |
| Fell | Farbe | 2 oder 3 Farbbänder an jedem Haar, mit dunklen Spitzen als Standard.                                                                                    |
| Abzeichen | | Weiße Abzeichen werden am Kinn und direkt an der Nase toleriert.                                                                                        |

### Fehler
Als Fehler gelten bei den Abessinierkatzen unter anderem zu viele Abzeichen im Gesichtsbereich, zu kleine oder zu spitze Ohren und eine zu runde Augenform. Ebenso unerwünscht ist im Kopfbereich ein Pinch, eine Einbuchtung des Wangenbereichs oberhalb des Schnurrhaarkissens. Ringzeichnungen am Schwanz sind ebenso unerwünscht wie so genannte Geisterzeichnungen oder andere Fellzeichnungen am Körper oder den Beinen.
Weitere Fehler sind beispielsweise eine zu runde Kopfform, Geisterzeichnungen an allen vier Beinen oder ein zu dünner, peitschenförmiger Schwanz. Geschlossene Halsringe (nicht unterbrochene dunkelfarbige Ringe am Hals), Markierungen an Brust und Bauch oder fehlendes bzw. ungenügend ausgeprägtes Ticking der Haare sind weitere Beispiele für Fehler des Felles. Abessinierkatzen, welche die genannten Fehler aufweisen, haben bei einer Rassekatzenausstellung keine Aussicht auf Titelauszeichnungen wie beispielsweise Champion oder Internationaler Champion.

### Züchtung
In den meisten Rassekatzenzuchtvereinen dürfen Abessinierkatzen ab einem Alter von 12 Monaten, teilweise sogar erst ab 14 Monate gedeckt werden. Die Wurfgröße liegt bei einem bis vier Kätzchen, statistisch am häufigsten kommen allerdings zwei Kätzchen pro Wurf vor. Dies führt auch zu der, im Vergleich zu den eher bekannteren Katzenrassen wie beispielsweise den Siamkatzen (vier bis sechs Kätzchen pro Wurf), relativ geringen Verbreitung der Abessinierkatzen.
Abessinierkatzen dürfen nur untereinander gekreuzt werden. Fremde Katzenrassen sind nicht als Kreuzungspartner zugelassen. In der Zucht der Somalikatzen ist der einzige erlaubte Kreuzungspartner die Abessinierkatze. Die daraus entstehenden Katzen sind so genannte „Abessinier-Variant“, heterozygote Abessinier-Katzen mit dem rezessiv vorhandenen Gen für Langhaarigkeit. Abessinier-Variant-Kätzchen werden derzeit von den meisten Somali-Katzenzüchtern nur für die Zucht von Somali-Katzen eingesetzt, da in der Abessinierkatzenzucht keine Erbanlagen für Langhaarigkeit erwünscht sind.
Bei Kreuzungen innerhalb der Abessinierkatzenrasse müssen, wie bei einigen anderen Katzenrassen auch, unbedingt die Blutgruppen der Zuchttiere beachtet werden, da es sonst zu Todesfällen bei den Nachkommen kommen kann. Bei Abessinierkatzen kommen drei Blutgruppen vor: A (knapp 95 %), B und AB (jeweils < 3 %, zu den statistischen Angaben siehe). Bei bestimmten Blutgruppenkombinationen wie vor allem Blutgruppe B × A (A/A, reinerbig-homozygot) kommt es bei der gesamten Nachkommenschaft zur so genannten Felinen Neonatalen Isoerythrolyse (FNI, „Fading kitten syndrome“ oder „Kittensterblichkeit“) und zum Tod der Tiere.
Offiziell züchten können nur Mitglieder eines anerkannten Rassekatzenzuchtvereins, der wiederum einem der größeren Dachverbände angeschlossen sein kann. Dort meldet man seinen Zwingernamen (Zuchtname, engl.: cattery) an. Dies ist ein einmalig vergebener und registrierter Zuchtname, z. B. von Abydos-Menes. Sowohl Zwingername wie auch die daraus abgeleiteten Namen der einzelnen Katzen, die aus der Zucht in diesem Zwinger hervorgehen, sucht der Züchter alleinverantwortlich aus. Der eigene Verein stellt dem Abessinierkatzenzüchter die Zuchtstammbäume (engl.: Pedigree) für die Tiere seines Zwingers aus. Damit ist auch die Ausstellung und Prämierung der Katzen in nationalen und internationalen Rassekatzenausstellungen möglich.

## Farben
Auch bei den Abessinierkatzen werden die Farben in den Haaren, der Haut oder den Augen durch die Anwesenheit von Melanin, vor allem in den jeweiligen Haarschäften, verursacht. Durch die Variabilität der Melaninstruktur in Form, Größe oder Anordnung kommt es dabei zu einer Variabilität der Farben. Von den beiden Melanintypen Eumelanin (starke Lichtabsorption, dunkle Pigmentierung) und Phäomelanin (schwache Lichtabsorption, Pigmentierung im rot-orangefarbenen und gelben Bereich) werden bei den Abessinierkatzen nur Farben, welche auf Eumelanin basieren, akzeptiert. Bei diesem Melanintyp kommen auch die meisten Farbvariationen vor. Dies führte bei der Zuchtgeschichte der Abessinierkatzen zu der Herausbildung von vier, auf Eumelanin basierenden, Grundfarben:
- Wildfarben (ruddy, usual, tawny, lièvre)
- Blau (blue)
- Sorrel (cinnamon, red)
- Fawn (beige-fawn)

Beschreibung des Genotyps einer homozygot wildfarbenen Abessinierkatze: AABBDDTaLL
AA = Agouti-Effekt, Basisfarbe und Ticking (bei allen Abessinierkatzen vorhanden)
BB = schwarze Pigmentierung
DD = intensive („dichte“) Pigmentierung
Ta = „Abessinier-Tabby“, dunkles Zeichnungsmuster auf Agouti-Fellgrund. In dieser genetischen Form reduzierte Musterung. Nur im Gesicht und am Kopf auftretend, idealerweise nicht am restlichen Körper. Dominant gegenüber anderen Tabby-Allelen.
LL = Homozygot kurzhaarig

### Allgemein anerkannte Farben
Bei der Anerkennung einiger der auf Schwarz basierenden Farbvarianten (Chocolate, Lilac) gibt es bei den bereits erwähnten Dachorganisationen eine unterschiedliche Akzeptanz. Alle Verbände erkennen aber die vier Hauptfarben (wildfarben, sorrel, blau und beige-fawn) an und – außer der CFA – auch deren Silbervarianten.
Wildfarben (ruddy, usual, tawny, lièvre)
- Körperfarbe: warmes rötliches Braun mit schwarzem Ticking
- Grundfarbe: dunkles Apricot bis Orange
- Ohrspitzen: schwarz
- Schwanzspitze: schwarz
- Farbe der Pfotenballen: schwarz oder dunkelbraun
- Nasenspiegel: ziegelrot mit schwarzer Umrandung.

Ursprüngliche Farbe der Abessinierkatzen. Alle anderen Farben und Farbvariationen sind aus Mutationen dieser Farbe hervorgegangen.
Blau (blue)
- Körperfarbe: warmes Blaugrau mit dunklem stahlblau-grauem Ticking
- Grundfarbe: hell, Fawn (Beige)/Creme
- Ohrspitzen: dunkel Stahlblau-grau
- Schwanzspitze: dunkel Stahlblau-grau
- Farbe der Pfotenballen: altrosa/blaugrau
- Nasenspiegel: altrosa mit dunkler stahlblau-grauer Umrandung

Blau ist die verdünnte Form von Wildfarben und das Ergebnis einer Mutation des Gens, welches für die intensive Färbung (engl.: „Dense coloration“) zuständig ist. Mit der Farbbezeichnung ist weniger die Farbe Blau im engeren Sinn gemeint, sondern eher verschieden intensive Schattierungen in den Farbtönen Blau-Grau.
Sorrel (cinnamon, red)
- Körperfarbe: leuchtend warmes Kupferrot mit schokoladenbraunem Ticking
- Grundfarbe: dunkles Apricot
- Ohrspitzen: rotbraun
- Schwanzspitze: rotbraun
- Farbe der Pfotenballen: rosa
- Nasenspiegel: hellrot mit rot-brauner Umrandung

Die Farbe Sorrel ist nicht zu verwechseln mit der genetisch bedingten Farbe Rot. Wie bei der nicht allgemein anerkannten Farbe Chocolate entstand Sorrel durch Mutationen des Gens für die Farbe Schwarz (hier entsprechend Wildfarben), wobei sie sich rezessiv im Verhältnis zu Schwarz und Chocolate vererbt.
Fawn (beige-fawn)
- Körperfarbe: stumpfes mattes Beige mit dunklem warmem Cremefarbenen Ticking
- Grundfarbe: helles Creme
- Ohrspitzen: dunkles warmes Creme
- Schwanzspitze: dunkles warmes Creme
- Farbe der Pfotenballen: rosa
- Nasenspiegel: rosa mit altrosa Umrandung

Fawn ist die verdünnte Form von Sorrel und entstand auf die gleiche Weise wie die Farbe Blau.
Silbervarianten
Alle oben genannten Farbschläge existieren auch als Silbervariante. Dort ist die Grundfarbe sowie das Unterhaar ein reines Silberweiß. Die Tickingfarbe wie auch die Farbe der Pfotenballen und des Nasenspiegels entspricht den oben genannten Farben. Die Silbervariante der Farbe Wildfarben wird dabei abweichend als „Schwarzsilber“ (blacksilver) bezeichnet, während bei allen anderen Farben jeweils die Bezeichnung silber an den Farbnamen angehängt wird (sorrelsilber oder Sorrel Silber).

### Nicht allgemein anerkannte Farben
Bei der Fédération Internationale Féline (FIFé) sind die Farbschläge Chocolate und Lilac bisher noch nicht anerkannt, während dies beispielsweise bei dem Governing Council of the Cat Fancy (GCCF), der World Cat Federation (WCF) und kleineren Vereinigungen bereits der Fall ist. Die Farbe Chocolate geht, ebenso wie Sorrel, auf Mutationen des Gens für die Farbe Schwarz zurück, bei denen man annimmt, dass dadurch die Anzahl der Eumelaninpigmente in den Haarschäften reduziert sowie ihre Form verändert wurde. Lilac ist die verdünnte Form der Farbe Chocolate und das Ergebnis einer Mutation des Gens, welches für die intensive Färbung zuständig ist.
Chocolate (chestnut)
- Körperfarbe: Warmes Apricot mit schokoladenbraunem Ticking
- Grundfarbe: Kräftiges Apricot
- Ohrspitzen: Schokoladenbraun
- Schwanzspitze: Schokoladenbraun
- Farbe der Pfotenballen: Zimtfarben
- Nasenspiegel: Altrosa mit schokoladenfarbener Umrandung

Lilac
- Körperfarbe: Warmer Beigeton mit lavendelfarbenem Ticking
- Grundfarbe: Warmer Cremeton
- Ohrspitzen: Bräunlich mit Blautönen
- Schwanzspitze: Bräunlich mit Blautönen
- Farbe der Pfotenballen: Altrosa bis lavendelfarben mit leicht hellblauer Färbung
- Nasenspiegel: Altrosa mit leicht hellblauer Färbung und lavendelfarbener Umrandung

## Krankheiten
Zu den allgemein verbreiteten Katzenkrankheiten siehe entsprechendes Kapitel Erkrankungen bei Hauskatzen. Zusätzlich gibt es bei den Abessinierkatzen (und den genetisch fast identischen Somali-Katzen) spezielle Krankheiten, die bei anderen Rassekatzen bisher noch nicht (Pyruvatkinasemangel) oder seltener auftreten.

### Vererbbare Krankheiten

#### Progressive Retina-Atrophie
Die progressive Retina-Atrophie („Netzhautschwund“, PRA) ist als klinischer Sammelbegriff für degenerative Netzhautanomalien zu verstehen. Bei Abessinier- und Somali-Katzen versteht man darunter eine genetisch bedingte, rezessiv vererbte Stäbchen-Zapfen-Degeneration. Dabei wird die Netzhaut des Auges (Retina) durch lokale Stoffwechselstörungen im Gewebe der Netzhaut kontinuierlich fortschreitend zerstört. Ein bei PRA häufig auftretendes erstes Symptom ist eine einsetzende Nachtblindheit.
Man unterscheidet zwei Formen der PRA bei Abessinierkatzen: Bei der degenerativen Form (rezessiver Vererbungsgang) treten Störungen des Sehvermögens ab dem 2. Lebensjahr auf. Diese führen zu einem späteren langsamen Erblinden der Tiere. Bis zum einschließlich sechsten Lebensjahr ist bei Katzen ein Krankheitsbeginn möglich, danach kann von einem bezüglich der genetischen Veranlagung trägerfreien Tier ausgegangen werden. Für Zuchttiere ist daher ab dem 18. Lebensmonat bis zum sechsten Lebensjahr eine jährliche Untersuchung auf diese Krankheit erforderlich. Durch striktes Einhalten der Testabläufe und gezielte Zucht ist diese Krankheit bei Abessinierkatzen mittlerweile deutlich weniger verbreitet. Generell sind neben den Abessinierkatzen alle Katzenrassen mit den Fellfarben Cinnamon und Fawn beziehungsweise dem Zeichnungsmuster Ticked-Tabby PRA-gefährdet. Bei der dysplastischen Form (dominanter Vererbungsgang) zeigen bereits ganz junge Katzen eine Sehschwäche, die innerhalb eines Jahres zur vollständigen Erblindung führt.
Ein entsprechend ausgebildeter und autorisierter Tierarzt kann mittels ophthalmologischen Untersuchungsmethoden auf Retina-Atrophie testen. Durch Atropingabe werden die Pupillen geweitet und der Tierarzt kann die Netzhaut untersuchen, wobei diese Untersuchungen im zweijährigen Abstand bis zum sechsten Lebensjahr erfolgen sollte.
Analog zu DNA-Tests auf PRA und dem Einsatz von DNA-Marker bei verschiedenen Hunderassen (Welsh Corgie, Mastiff und andere), die seit einiger Zeit erfolgreich in der Praxis angewandt werden, gab es Bemühungen, einen solchen Test auch für Abessinier- und Somalikatzen zu entwickeln. Vorteile wären die hohe Diagnosesicherheit, die relativ einfache und einmalige Durchführung eines DNA-Tests auf PRA sowie die Tatsache, dass bei der degenerativen PRA jeweils nur ein Elterntier auf PRA-Freiheit getestet sein muss. Seit Mitte 2007 bietet die Firma Laboklin (Labor für klinische Diagnostik) einen PRA-Gentest für Abessinier- und Somalikatzen an. Dieser kann mit einem Test auf Pyruvatkinasemangel kombiniert werden. Der Gentest kann wahlweise anhand einer Blutprobe (EDTA-Blut) oder eines Backenabstriches mittels Spezialbürsten durchgeführt werden. Als Untersuchungsdauer wird drei Tage nach Eingang der Probe angegeben, als Ergebnis werden Tiere in die Kategorien „Frei“, „Träger“ und „Betroffen“ eingeordnet.

#### Pyruvatkinasemangel
Bei dem Pyruvatkinasemangel (PK-Defizienz) handelt es sich um eine Erbkrankheit, die zu einer speziellen Form der Blutarmut (Anämie) führt. Neben Menschen und Hunderassen sind bei den Katzenrassen hauptsächlich Abessinier- und Somalikatzen betroffen.
Primär fehlt den an dieser Krankheit leidenden Katzen das Pyruvatkinase-Enzym in den roten Blutkörperchen (Erythrozyt), welches dort zur Energiegewinnung notwendig ist. Durch die daraus resultierende Störung in den aufeinanderfolgenden enzymatischen Reaktionen der Glykolyse (Aufspaltung des Energieträgers Glukose) kommt es zu einer stark verkürzten Lebensdauer der normalerweise rund 70–120 Tage lebensfähigen roten Blutkörperchen. Dies führt zu einer chronischen regenerativen hämolytischen Anämie, eine Anämieform, bei der die Zahl der roten Blutkörperchen durch deren gesteigerten Abbau aufgrund der geringen Lebensdauer zu niedrig ist.
Leidet eine Abessinierkatze unter Pyruvatkinasemangel, können zwei Stadien unterschieden werden: die intermittierende, schubweise auftretende Phase sowie die durch externe Faktoren wie beispielsweise Stress ausgelöste, so genannte „hämolytische Krise“. Bei der letztgenannten Form können Bluttransfusionen zwar lebensrettend sein, gegen Pyruvatkinasemangel allgemein gibt es allerdings keine Therapie. Bei Untersuchungen in den USA im Jahr 2000 wurde Pyruvatkinasemangel bei Abessinierkatzen bereits ab dem sechsten Lebensmonat und bis in ein höheres Alter von 12 Jahren festgestellt. Überraschenderweise wurden auch ältere erkrankte Tiere gefunden, die asymptomatisch, das bedeutet symptomfrei waren.
Pyruvatkinasemangel wird bei Abessinierkatzen autosomal, also nicht an das Geschlecht des vererbenden Tieres gebunden, und rezessiv vererbt. Da der genetische Defekt bei den Abessinierkatzen bekannt ist, können diese mittels eines DNA-Tests zuverlässig auf PK getestet werden. Träger des Gendefektes selbst erkranken nicht an Pyruvatkinasemangel. Bei der Züchtung sollten demzufolge nie zwei Trägertiere miteinander verpaart werden, was allerdings in Züchterkreisen nicht immer befolgt wird.

#### Renale Amyloidose
Bei der renalen Amyloidose (RA) handelt es sich um eine Stoffwechselstörung, welche zur Ablagerung nicht abbaubarer Eiweiße (Amyloide) primär in den Nieren führt. Die Erkrankung bricht meist zwischen dem vierten und siebten Lebensjahr aus und findet sich in 75 % aller Erkrankungsfälle bei Kater. Im weiteren Verlauf der Erkrankung kommt es zu chronischer Niereninsuffizienz (CNI) und in der Regel zum Tod des Tieres. Eine Früherkennung ist bislang nur in geringem Umfang möglich. Zusätzlich wird die Diagnosesicherheit durch eine Vielzahl von Nierenerkrankungen mit ähnlichen Symptomen (aber ohne Amyloidablagerung im Nierengewebe) verringert. Eine Biopsie von Nierengewebe am lebenden Tier ist zwar möglich, allerdings vom Ergebnis her eher als unzuverlässige Diagnosemethode einzustufen. Somit ist die renale Amyloidose meist nur bei toten Tieren durch Anfärbung des untersuchten Gewebes mit dem so genannten „Kongo-Rottest“ zuverlässig festzustellen. Die renale Amyloidose ist nicht besonders häufig bei Katzen anzutreffen. Zu den anfälligen Katzenrassen gehören allerdings primär die Abessinier- und Somalikatzen, seltener auch Siam- und Thaikatzen sowie Orientalisch Kurzhaar (OKH).
In Fachkreisen steht noch nicht definitiv fest, ob die Ursachen für die renale Amyloidose genetisch vererbbar sind. Aufgrund der bisherigen Forschungsergebnisse wird allerdings eine rezessive Vererbung der Veranlagung angenommen. Auch bei der renalen Amyloidose unterstützen europäische Abessinierkatzenzüchter Forschungsgruppen (zum Beispiel an der Universitätsklinik Utrecht, Niederlande) durch die Bereitstellung von Untersuchungsergebnissen, Zuchtdaten und Blutproben bei der weiteren Erforschung und eventuellen Entwicklung eines DNA-Tests für RA.

#### Patellaluxation
Die Patellaluxation (PL) ist eine Deformation des Kniegelenks bzw. der Kniescheibe. Diese hat zur Folge, dass es zu einer temporären oder dauerhaften Kniescheibenverrenkung kommt. Man unterscheidet hier vier Grade der Luxation. Je nach Grad der Beeinträchtigung, kann das betroffene Bein nicht mehr richtig belastet und angewinkelt werden. Die Symptome der Patellaluxation bei Abessinierkatzen können sehr unterschiedlich sein. Die Luxation der Kniescheibe kann kurzfristig auftreten und sich von selbst wieder „einrenken“ (Grad II der Patellaluxation). Dauert sie länger, kann die Katze den Oberschenkel des betroffenen Beines an den Körper anziehen oder aber das betroffene Bein so ausstrecken, so dass der Fuß den Boden nicht berührt. Auch können beide Hinterbeine gleichzeitig von einer Patellaluxation betroffen sein.
Ein Nachweis der Patellaluxation ist nur bei erwachsenen Katzen über manuelle Streck- und Beugetestreihen der Extremitäten durch einen Tierarzt möglich, wobei betroffene Tiere operiert werden können. Nach dem derzeitigen wissenschaftlichen Kenntnisstand wird die Patellaluxation rezessiv polygen vererbt. Dabei scheint es eine Kopplung des Gens für Patellaluxation mit den Farbschlägen Sorrel und Fawn zu geben. Betroffene Tiere sind damit zur Zucht nicht geeignet.

## Abessinierkatzen in der Genomforschung
Seit 2007 ist das Genom der Abessinierkatze nahezu vollständig sequenziert. Ein Wissenschaftlerteam des National Cancer Institute, Frederick in den USA identifizierte anhand der DNA-Probe einer ausgewachsenen weiblichen Abessinierkatze insgesamt 20.285 potenzielle Gene.
Die Entschlüsselung des Genoms soll vergleichende Untersuchungen bei genetisch vererbten Krankheiten erleichtern, die sowohl bei Katzen wie auch bei Menschen vorkommen. Ein Beispiel ist hier die Augenkrankheit Retinopathia pigmentosa, von der 30.000 bis 40.000 Menschen in Deutschland betroffen sind. Zudem gelten Katzen als gute Modelllebewesen bei der Erforschung von Infektionskrankheiten wie AIDS, da bei ihnen mit dem Erreger FIV ein eng mit dem HIV verwandtes Virus vorkommt.